# Meteoriopsis undulata
Meteoriopsis undulata là một loài Rêu trong họ Meteoriaceae. Loài này được Horik. & Nog. mô tả khoa học đầu tiên năm 1936.